# Cleistanthus erycibifolius
Cleistanthus erycibifolius är en emblikaväxtart som beskrevs av Airy Shaw. Cleistanthus erycibifolius ingår i släktet Cleistanthus och familjen emblikaväxter. Inga underarter finns listade i Catalogue of Life.